# Gare de Bussolin
La gare de Bussolin (Stazione di Bussoleno (it) en Italien) est une gare ferroviaire située sur le territoire de la commune du même nom.

## Situation ferroviaire
Établie à 440 mètres d'altitude, la gare de Bussolin est située au point kilométrique 43,166 de la ligne du Fréjus, quelques centaines de mètres en aval de la bifurcation vers Suse.
La gare est dotée de cinq voies dont une en impasse accessible depuis l'amont ainsi que trois quais dont deux latéraux et un central.

## Histoire
La gare de Bussolin a été mise en service en même temps que la ligne de Turin à Suse le 22 mai 1854.
Le 1er mai 1913, la section de Bussolin à Salbertrand est électrifiée en courant alternatif triphasé 3 600 V 16 2⁄3 Hz. Le tronçon court vers Suse est mis sous tension le 2 août 1919 tandis que la dernière partie de la ligne, de Bussolin à Turin, voit ses caténaires mises sous tension le 26 novembre de l'année suivante. Toutes les lignes ont été converties en courant continu le 28 mai 1961,.
La gare a été modernisée lors d'une phase de travaux de la ligne du Fréjus démarrée en 1967.

## Service des voyageurs

### Accueil
Gare de Ferrovie dello Stato Italiane, elle est dotée d'un bâtiment voyageurs sur deux niveaux dont seul le rez-de-chaussée est accessible aux voyageurs. Il y avait aussi une gare de fret, désaffectée en 2018, avec une halle à marchandises attenante.
Les différents quais sont reliées par un passage souterrain et partiellement protégées par des abris en béton.

### Desserte
Depuis le 9 décembre 2012, la gare de Bussolin est desservie deux branches de la ligne 3 du service ferroviaire métropolitain de Turin, en direction de Bardonnèche et de Suse.
Elle est desservie à ce titre deux fois par heure et par sens du lundi au samedi, et plus épisodiquement le dimanche.

### Intermodalité
La gare de Bussolin est en correspondance avec l'arrêt d'autocars interurbains Bussoleno - Stazione Fs situé sur la route nationale SS25 devant la gare. Arriva dessert l'arrêt avec les lignes 11/1 reliant la gare de Briançon à Turin via le col de Montgenèvre, 274 reliant la gare de Suse à Turin et 286 reliant la gare de Suse à Villar-Fouchard.